# Adolf Seefeldt
Adolf Seefeldt, född 6 mars 1870 i Potsdam, död (avrättad med giljotin) 23 maj 1936 i Schwerin, var en tysk urmakare, resenär och seriemördare. Han kallades även Sandman, eller – på grund av sitt yrke – Farbror Tick tock, och förgiftade och dödade 12 pojkar.